# Фојница (Гацко)
Фојница је насељено мјесто у општини Гацко, Република Српска, БиХ. Према попису становништва из 1991. у насељу је живјело 139 становника.
Овде се налази Црква Вазнесења Христовог (Фојница).

## Становништво
| Демографија | Демографија | Демографија |
| Година      | Становника  | Становника  |
| ----------- | ----------- | ----------- |
| 1948.       | 260         |             |
| 1953.       | 288         |             |
| 1961.       | 293         |             |
| 1971.       | 225         |             |
| 1981.       | 173         |             |
| 1991.       | 139         |             |

## Знамените личности
- Томо Братић, српски етнограф и свештеник Српске православне цркве.
- Бошко Гузина (Томов), (Фојница код Гацка, 1843 — Арад? 1916), вођа српских устаника, кнез.
- Илија Гузина, српски новинар, први директор и први главни и одговорни уредник Радио-телевизије Републике Српске.